# Alfa (finanzas)
La medida alfa en finanzas es una medida del rendimiento activo de una inversión, el rendimiento de esa inversión en comparación con un índice de mercado adecuado. Un alfa del 1 % significa que el rendimiento de la inversión durante un período de tiempo seleccionado fue un 1 % mejor que el del mercado durante ese mismo período; un alfa negativo significa que la inversión tuvo un rendimiento inferior al del mercado. Alfa, junto con beta, es uno de los dos coeficientes clave en el modelo de valoración de activos financieros (CAPM) utilizado en la teoría moderna de carteras y está estrechamente relacionado con otras medidas importantes como la desviación estándar, el coeficiente de determinación y el ratio de Sharpe.
En los mercados financieros modernos, donde los fondos índices están ampliamente disponibles para la compra, el alfa se utiliza comúnmente para juzgar el rendimiento de los fondos mutuos e inversiones similares. Como estos fondos incluyen varias comisiones normalmente expresadas en términos porcentuales, el fondo tiene que mantener un alfa mayor que sus comisiones para proporcionar ganancias positivas en comparación con un fondo índice. Históricamente, la gran mayoría de los fondos tradicionales han tenido alfas negativas, lo que ha dado lugar a una fuga de capitales hacia los fondos índices y los fondos de cobertura no tradicionales.
También es posible analizar una cartera de inversiones y calcular un rendimiento teórico, más comúnmente utilizando el modelo CAPM. Los rendimientos de esa cartera pueden compararse con los rendimientos teóricos, en cuyo caso la medida se conoce como el alfa de Jensen. Esto es útil para los fondos no tradicionales o muy concentrados, en los que un único índice bursátil podría no ser representativo.

## Definición en el modelo de valoración de activos financieros (CAPM)
El coeficiente alfa ({\displaystyle \alpha _{i}}) es un parámetro en el modelo de índice simple (SIM). Es el punto de corte de la línea característica de un valor (SCL), es decir, el coeficiente de la constante en una regresión de un modelo de mercado.
{\displaystyle \mathrm {SCL} :R_{i,t}-R_{f}=\alpha _{i}+\beta _{i}\,(R_{M,t}-R_{f})+\epsilon _{i,t}{\frac {}{}}}
Puede demostrarse que, en un mercado eficiente, el valor esperado del coeficiente alfa es cero. Por lo tanto, el coeficiente alfa indica cómo ha funcionado una inversión después de contabilizar el riesgo que implica:
- {\displaystyle \alpha _{i}<0}: la inversión ha ganado demasiado poco para su riesgo (o, era demasiado arriesgado para el rendimiento obtenido)
- {\displaystyle \alpha _{i}=0}: la inversión ha obtenido un rendimiento adecuado con respecto al riesgo asumido
- {\displaystyle \alpha _{i}>0}: la inversión tiene un rendimiento superior a la recompensa por el riesgo asumido

Por ejemplo, aunque un rendimiento del 20 % puede parecer bueno, la inversión puede tener un alfa negativo si se encuentra en una posición excesivamente arriesgada.
En este contexto, dado que la rentabilidad se compara con la rentabilidad teórica del CAPM y no con un índice de mercado, sería más preciso utilizar el alfa de Jensen.